# Lucky Diamond Rich
Gregory Paul McLaren (geboren in 1971), beter bekend als Lucky Diamond Rich, is een performancekunstenaar uit Nieuw-Zeeland en Groot-Brittannië. Hij staat bekend om zijn optredens op internationale podiumkunstfestivals, waarbij hij onder andere zwaardenslikken en jongleren op een eenwieler demonstreert.
Hij is vooral beroemd omdat hij het Guinness World Record houdt als 's werelds meest getatoeëerde persoon, een titel die voorheen in handen was van de Engelsman Tom Leppard. Rich heeft tatoeages over zijn hele lichaam, inclusief op de binnenkant van zijn oogleden, in zijn mond, oren en zelfs op zijn voorhuid. Sinds 2006 heeft hij officieel dit record, aangezien hij voor 100 procent van zijn lichaam bedekt is met tatoeages.

## Inspiratie en eerste tatoeage
Als kleine jongen las hij over de meest getatoeëerde mannen en vrouwen, wat zijn interesse in hen aanwakkerde. Hoewel het aanvankelijk slechts een fascinatie was, zette hij uiteindelijk zijn eerste tatoeage: een kleine jongleerclub op zijn heup.
Hij heeft vervolgens elk deel van zijn lichaam laten tatoeëren, inclusief elke spleet en zelfs zijn genitale gebieden. Bovenop zijn zwarte tatoeages heeft hij witte inkt laten zetten en daaroverheen weer kleuren toegevoegd. In totaal heeft het hem meer dan duizend uur gekost om al zijn tatoeages te laten zetten, waarbij honderden tatoeëerders aan zijn lichaam hebben gewerkt.